# Charles N. Lamison

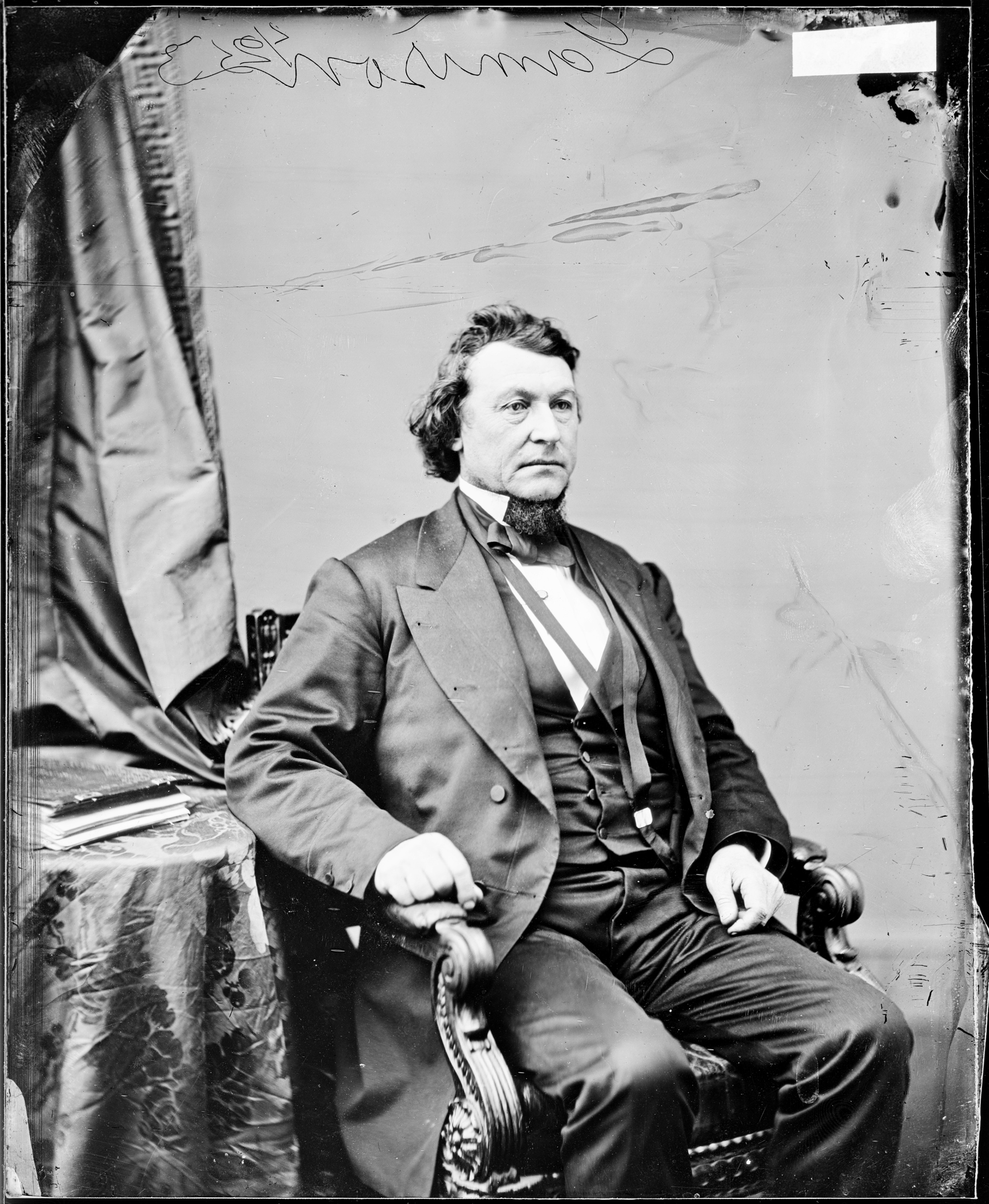
Charles N. Lamison

Charles Nelson Lamison (* 1826 im Columbia County, Pennsylvania; † 24. April 1896 in Topeka, Kansas) war ein US-amerikanischer Politiker. Zwischen 1871 und 1875 vertrat er den Bundesstaat Ohio im US-Repräsentantenhaus.

## Werdegang
Charles Lamison wurde privat unterrichtet. Im Jahr 1836 kam er mit seinem Vater nach Dalton in Ohio. Nach einem Jurastudium und seiner 1848 erfolgten Zulassung als Rechtsanwalt begann er dort in diesem Beruf zu arbeiten. Im Jahr 1852 verlegte er seinen Wohnsitz und seine Kanzlei nach Lima. Von 1853 bis 1855 sowie nochmals von 1857 bis 1859 war er Staatsanwalt im Allen County. Während des Bürgerkrieges diente er im Heer der Union, in dem er bis zum Major aufstieg. Nach dem Krieg praktizierte er wieder als Anwalt. Gleichzeitig schlug er als Mitglied der Demokratischen Partei eine politische Laufbahn ein. Im Jahr 1866 kandidierte er noch erfolglos für das US-Repräsentantenhaus.
Bei den Kongresswahlen des Jahres 1870 wurde Lamison dann aber im fünften Wahlbezirk von Ohio in das US-Repräsentantenhaus in Washington, D.C. gewählt, wo er am 4. März 1871 die Nachfolge von William Mungen antrat. Nach einer Wiederwahl konnte er bis zum 3. März 1875 zwei Legislaturperioden im Kongress absolvieren. Im Jahr 1874 verzichtete er auf eine weitere Kandidatur.
Nach seiner Zeit im US-Repräsentantenhaus betätigte sich Charles Lamison wieder als Rechtsanwalt, wobei er vor allem einige Eisenbahngesellschaften juristisch vertrat. Im Jahr 1892 wurde er zum Bundesbeauftragten für die Katasterbehörde in Dodge City ernannt. Er starb am 24. April 1896 in Topeka und wurde in Lima beigesetzt.